# Comarca de Tábara
Comarca de Tábara és una comarca de la província de Zamora situada geogràficament al centre-oest de la província, en la zona de transició entre Aliste i Tierra de Campos, raó per la qual alguns geògrafs la situen dins les comarques d'Aliste o a la Tierra de Alba. Els límits geogràfics els marquen al nord la Sierra de la Culebra, a l'oest el riu Aliste, al sud l'embassament de Ricobayo i a l'est el riu Esla. Limita al nord amb la comarca de Benavente y Los Valles i La Carballeda, al sud amb Tierra de Alba, a l'oest amb Aliste i a l'est amb Tierra de Campos i Tierra del Pan.
La forta emigració ha deixat gairebé despoblada des de la dècada dels seixanta. Els corrents migratoris es van produir especialment cap al País Basc, Astúries, Catalunya, Madrid i el centre d'Europa. Així, de 6.046 habitants que tenia el 1970, baixà a 4.710 el 1981 i a 3.719 el 1991.

## Municipis
- Losacio
- Tábara
- Ferreras de Arriba
- Ferreruela
- Faramontanos de Tábara
- Moreruela de Tábara
- Pozuelo de Tábara